# Alessia Siniscalchi
Alessia Siniscalchi née à Naples en 1979 est une metteuse en scène, comédienne, productrice, autrice et réalisatrice italienne. Elle est la directrice artistique du collectif d'art vivant franco-italien Kulturscio’k, fondé en 2007 et de la résidence d'art internationale Kulturfactory (dans la région de Naples), destinée à accueillir des artistes.

## Biographie
Alessia Siniscalchi née en 1979 en Campanie est la fille de l’avocat, critique de cinéma et homme politique italien Vincenzo Siniscalchi (it), connu notamment pour avoir été l’avocat du joueur de football Diego Maradona et de Marinella de Nigris avocate, fondatrice et rédactrice en chef du magazine italien Mille e una donna et créatrice de l’association « Onda Rosa », association pour la protection des droits des femmes,.

### Formation
Après avoir étudié le droit et exercé en tant qu’avocate, elle prend ses premiers cours de théâtre auprès du metteur en scène Umberto Serra et en 2002 décide d'auditionner à l’Actors Studio de New York et se prépare avec la coach berlinoise Lena Lessing (de). Connue à Rome, elle obtient alors une importante bourse d’étude et une fellowship (lady's christian union fellowship new school) et intègre le master de l’Actors Studio au sein de The New School. Elle gardera avec Lena Lessing un rapport de travail les années suivantes,. Parmi ses professeurs figurent : Elizabeth Kemp, Joe Ragno, Nova Thomas, Barbara Poitiers, Susan Aston et Elizabeth Swados.

### Carrière
En 2002, elle rencontre Crystal Field qui lui fait découvrir le théâtre musical et expérimental et elle participe à plusieurs projets au Theater for the New City (en) avant de décider de fonder kulturscio’k, sa propre structure artistique.
En 2007 elle vient vivre en France à Paris et suit un stage avec Ariane Mnouchkine et se produit avec Ricci forte, et Alberto Sorbelli. Elle continue de développer des collaborations aujourd’hui avec ce dernier.
Elle se dédie alors à ses créations et à son projet de résidence Kulturfactory dans la région de Naples, où plusieurs artistes ont été accueillis depuis 2018. C’est dans ce lieu consacré à l’art qu’Alessia Siniscalchi et Kulturscio’k veut créer un événement et un festival consacré à la performance et aux nouvelles formes d’expression artistiques et des échanges entre artistes de différents pays. Elle enseigne dans des écoles et dirige des ateliers Afdas avec Lena Lessing, Annarita Zambrano, l’acteur franco-américain Jean-Marc Barr, Pascal Arnold et la réalisatrice Stella di Tocco.
En 2012 elle écrit et met en scène avec Ivana Messina Rouge Caféine (Scarlett Coffee ), cabaret contemporain (musique, danse et théâtre) inspiré par les poésie écrites par Argia Coppola et sélectionné au Festival delle colline Torinesi,. En 2014 elle réalise, écrit et met en scène « Interdit de danser » (Vietato ballare). En 2017 elle dirige au musée Madre (musée d'art contemporain Donnaregina) de Naples sous la direction artistique d'Andrea Viliani, le spectacle performance J’ai brûlé dans tes yeux, je brûle librement inspiré par le film Paris, Texas de Wim Wenders avec des œuvres de Valeria Borrelli, La Casaforte SB.
Depuis 2019  elle commence avec son équipe une exploration autour des mythes, des femmes , de l’identité , du rapport avec l’image et la technologie .En 2019, en résidence à la Ménagerie de verre de Paris, elle réalise et met en scène Medea’s Visions, spectacle de théâtre contemporain autour du mythe de Médée, où l’on retrouve les œuvres du peintre et dessinateur italien Valerio Berruti et les textes de la romancière italienne Paulina Mikol Spiechowicz. Medea’s Visions intègre le programme officiel de la Nuit Blanche à Paris en 2019 et sera également présenté au Teatro Bellini avec succès en 2020,,.
En 2020 elle présente Oreste Will Be Back une performance hybride à la frontière des arts visuels. Dans cette mise en scène d’Alessia Siniscalchi la définition même du collectif artistique prend toute sa place, puisqu’on retrouve: performances, musique live, photographies, danse, textes et chansons autour de l’acteur franco new-yorkais Paul Spera qui joue le rôle d’Oreste et d’Alessia elle-même en tant que comédienne ; cette performance intègre le programme de la nuit blanche à Paris en 2021. Le spectacle est présenté le 4 et 5 juin 2021 au Museo della moda (it) à Naples,.
En 2022 le collectif Kulturscio'k dirigé par Alessia Siniscalchi présente Sibyl Sessions, sur le site archéologique italien de Cuma, une performance ouverte sur les nouvelles technologies et leur utilisation, lien entre passé et présent.
Elle est aussi la créatrice depuis 2016 des #concertclandestin de Montreuil ou philosophes, street artists et performeurs interviennent régulièrement dans les créations et dans les concerts en live. Le motto de kulturscio’k est "Shocking art through art", c ‘est l’expression de la nécessité de créer un changement dans le système de présentation et programmation des spectacles vivants.

## Théâtre

### Comédienne
- 1999 : L'Opéra de quat'sous (Die Dreigroschenoper) de Bertolt Brecht ; compagnie du Bardefe Teatro - Naples - Italie : Polly
- 2000 : Salomé de Richard Strauss ; compagnie du Bardefe Teatro - Naples - Italie : Erodiade
- 2000 : Jeu de massacre d'Eugène Ionesco ; compagnie du Bardefe Teatro - Naples - Italie : Cari Ruoli
- 2001 : les Choéphores d'Eschyle - mise en scène par Pierpaolo Sepe (it) ; Teatro Nuovo - Naples - Italie : Coro
- 2001 : I versi di Dante mise en scène de Giorgio Albertazzi ; teatro borgo - Mozzano - Italie : Estratti da Dante
- 2005 : The Rose Tattoo écrit par Tennessee Williams ; Actor Studio Drama school - New York - USA : Serafina Delle Rose
- 2006 : Social insecurity sous la direction de Crystal Field Theater for the New City (en) (TNC) - New York - USA
- 2006 : Les Sorcières de Salem (The Crucible) d'Arthur Miller sous la direction de Melissa Attebery ; Rising sun Theater - New York - USA : Tituba
- 2015 : La ramificazione del pidocchio[19]de Ricci / Forte (hommage à Pier Paolo Pasolini)
- 2017-2020 : À l’écoute du bal rêvé d'Alberto Sorbelli ; Le générateur - Gentilly - France

### Metteuse en scène et autrice
- 2011-2013 : Scarlet Coffee (Rouge caféine) d’après les écrits d'Argia Coppola. Sélectionné au Festival Rigenerazione de Turin et présenté au Festival delle Colline Torinesi, Turin.
- 2014 : Interdit de danser présenté au Napoli Teatro festival Italia, Naples.
- 2016 : J’ai brûlé dans tes yeux. Je brûle - Performance librement inspiré du film Paris, Texas (Wim Wenders) Musée d'Art contemporain Donnaregina, et à l'Institut Goethe - Naples.
- 2017 : Les voleurs de jambons - création musicale - Théâtre de la Girandole - Montreuil (France).
- 2019 : Medea’s visions - création contemporaine sur le mythe de Médée à partir des textes de Paulina Mikol et des œuvres de Valerio Berruti. Nuit Blanche, Paris et Teatro Belinni - Naples.
- 2021 : Oreste Will Be Back - performance ouverte mélangeant musique vidéo photographie théâtre danse. Fondazione Mondragone. Naples - Studio la Ménagerie de Verre - Paris.
- 2022 : Sibyl Sessions - Théâtre, danse et visuels. Fondazione Mondragone, Museo Madre - Naples , Cuma site archéologique - Cuma - Studio la Ménagerie de Verre - Paris[17].

## Filmographie
- 2002 : Senso '45 de Tinto Brass : Rosa
- 2021 : House Party[20], court métrage, présenté au Museo delle periferie - Rome ; Italie